# Championnat de Géorgie de football 2018
Navigation
Édition précédente Édition suivante
La saison 2018 du championnat de Géorgie de football est la trentième édition de la première division géorgienne. Le championnat, appelé Erovnuli Liga, voit les dix meilleurs clubs géorgiens s'affronter quatre fois dans la saison, deux fois à domicile et deux fois à l'extérieur.
Trois places qualificatives pour les compétitions européennes seront attribuées par le biais du championnat (1 place au premier tour de qualification en Ligue des champions 2019-2020 et 2 au premier tour de qualification en Ligue Europa). Une autre place au premier tour de qualification de la Ligue Europa sera garantie au vainqueur de la Coupe de Géorgie.

## Participants
Légende des couleurs
- Deuxième tour de qualification de la Ligue des Champions 2018-2019
- Premier tour de qualification de la Ligue Europa 2018-2019
- Promu de Pirveli Liga 2017

| Club               | Classement 2017 | Stade                   | Capacité théorique |
| ------------------ | --------------- | ----------------------- | ------------------ |
| Torpedo Koutaïssi  | 1               | Stade Ramaz-Shengelia   | 19 400             |
| Dinamo Tbilissi    | 2               | Stade Boris-Paichadze   | 54 139             |
| FC Samtredia       | 3               | Stade Erosi-Manjgaladze | 5 000              |
| Saburtalo Tbilissi | 4               | Stade Mikheil-Meskhi    | 25 453             |
| Chikhura Sachkhere | 5               | Stade David-Abashidze   | 4 558              |
| Lokomotiv Tbilissi | 6               | Stade Mikheil-Meskhi    | 25 453             |
| Dila Gori          | 7               | Stade Tengiz-Burjanadze | 8 230              |
| Kolkheti Poti      | 9               | Chele Arena             | 6 000              |
| Rustavi            | 1er(2e div)     | Polati Stadium          | 10 720             |
| Sioni Bolnissi     | 3e(2e div)      | Tamaz Stepania Stadium  | 3 242              |

## Compétition

### Classement
Le classement est établi sur le barème de points classique (victoire à 3 points, match nul à 1, défaite à 0).
| \| Rang \| Équipe \| Pts \| J \| G \| N \| P \| Bp \| Bc \| Diff \| \| ---- \| ----------------------- \| ---- \| -- \| -- \| -- \| -- \| -- \| -- \| ---- \| \| 1 \| Saburtalo Tbilissi \| 79 \| 36 \| 24 \| 7 \| 5 \| 64 \| 29 \| +35 \| \| 2 \| Dinamo Tbilissi \| 69 \| 36 \| 21 \| 6 \| 9 \| 73 \| 38 \| +35 \| \| 3 \| Torpedo Koutaïssi T S C \| 69 \| 36 \| 20 \| 9 \| 7 \| 66 \| 25 \| +41 \| \| 4 \| Chikhura Sachkhere \| 64 \| 36 \| 19 \| 7 \| 10 \| 54 \| 33 \| +21 \| \| 5 \| Dila Gori \| 63 \| 36 \| 17 \| 12 \| 7 \| 60 \| 40 \| +20 \| \| 6 \| Lokomotiv Tbilissi \| 44 \| 36 \| 12 \| 8 \| 16 \| 43 \| 55 \| -12 \| \| 7 \| FC Rustavi P \| 37 \| 36 \| 8 \| 13 \| 15 \| 33 \| 44 \| -11 \| \| 8 \| Sioni Bolnissi P \| 31 \| 36 \| 8 \| 7 \| 21 \| 39 \| 65 \| -26 \| \| 9 \| FC Samtredia \| 21 \| 36 \| 4 \| 9 \| 23 \| 28 \| 81 \| -53 \| \| 10 \| Kolkheti Poti \| 14-6 \| 36 \| 4 \| 8 \| 24 \| 26 \| 76 \| -50 \| | Qualifications européennes Ligue des champions 2019-2020 - 1er : 1er tour de qualification Ligue Europa 2019-2020 - C, 2e et 3e : 1er tour de qualification Relégation - 8e et 9e : barrages de relégation en Erovnuli Liga 2 - 10e : relégation en Erovnuli Liga 2 Abréviations - T : Tenant du titre - C : Vainqueur de la Coupe de Géorgie 2018 - S : Vainqueur de la Supercoupe de Géorgie 2018 - P : Promus de Pirveli Liga 2017 |      |    |    |    |    |    |    |      |
| Rang | Équipe | Pts  | J  | G  | N  | P  | Bp | Bc | Diff |
| 1 | Saburtalo Tbilissi | 79   | 36 | 24 | 7  | 5  | 64 | 29 | +35  |
| 2 | Dinamo Tbilissi | 69   | 36 | 21 | 6  | 9  | 73 | 38 | +35  |
| 3 | Torpedo Koutaïssi T S C | 69   | 36 | 20 | 9  | 7  | 66 | 25 | +41  |
| 4 | Chikhura Sachkhere | 64   | 36 | 19 | 7  | 10 | 54 | 33 | +21  |
| 5 | Dila Gori | 63   | 36 | 17 | 12 | 7  | 60 | 40 | +20  |
| 6 | Lokomotiv Tbilissi | 44   | 36 | 12 | 8  | 16 | 43 | 55 | -12  |
| 7 | FC Rustavi P | 37   | 36 | 8  | 13 | 15 | 33 | 44 | -11  |
| 8 | Sioni Bolnissi P | 31   | 36 | 8  | 7  | 21 | 39 | 65 | -26  |
| 9 | FC Samtredia | 21   | 36 | 4  | 9  | 23 | 28 | 81 | -53  |
| 10 | Kolkheti Poti | 14-6 | 36 | 4  | 8  | 24 | 26 | 76 | -50  |

### Matchs
Chaque club rencontre les neuf autres quatre fois, soit un total de 36 matchs.

### Barrages de relégation
| Équipe 1                | Résultat | Équipe 2                  | Aller | Retour |
| ----------------------- | -------- | ------------------------- | ----- | ------ |
| FC Gagra (D2)           | 0 - 4    | Sioni Bolnissi            | 0 - 1 | 0 - 3  |
| Football Club Samtredia | 2 - 6    | WIT Georgia Tbilissi (D2) | 2 - 2 | 0 - 4  |